# Ninon Bohm

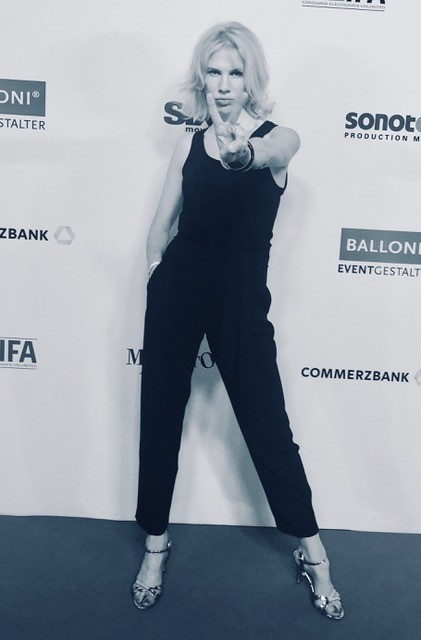
Ninon Bohm - Bunte New Talents Awards 2019

Ninon Bohm, ehemals Ninon Held (* 8. August 1970 als Luisa Ninon Figge in Bochum), ist eine deutsche Schauspielerin und Unternehmerin. Sie ist aus diversen Fernsehserien und Filmen bekannt, darunter Alles Atze und Bewegte Männer.

## Leben
Ninon Bohm, Tochter des Linguisten und Semiotikers Udo Ludwig Figge, wuchs in Bochum auf. Schon während ihrer Schulzeit kam sammelte sie erste Theater-Erfahrungen. Sie spielte im Jugendclub des Bochumer Schauspielhauses und arbeitete in Düsseldorf und München als Model.
Direkt nach dem Abitur zog sie nach Paris, wo sie von der Modelagentur „Metropolitain“ unter Vertrag genommen wurde. In Paris absolvierte sie unter der Leitung von Jean-Marie Binoche, dem Vater von Juliette Binoche, und Niels Arestrup an der École de Passage ihre Schauspielausbildung. Bekannt wurde sie im deutschen Fernsehen vor allem durch ihre Rolle als Harrys Freundin „Jacqueline“  in Alles Atze (1999–2006).
Im Theater spielte sie u. a. unter der Regie von Peter Zadek am Berliner Ensemble und für die Sophiensäle Berlin in einer der frühen Inszenierungen von Ulrich Rasche, Singing – Immateriell arbeiten.
Ninon Held war bis zu dessen Tod am 8. April 2022 mit ihrem Schauspielkollegen Uwe Bohm verheiratet. Sie hat mit ihm einen gemeinsamen Sohn.
Im Jahr 2017 war sie Mitgründerin der internationalen Schauspielagentur Luisa Held Management. Sie lebt in Berlin, wo sie auch ein Parfüm-Label gründete.

## Filmografie (Auswahl)

### Film
- 1998: Der letzte Engel, Regie: Wolf Christoph Zachariae
- 2000: Stopp, Regie: Lutz Winde
- 2001: You Said Something, Regie: Mika Junker
- 2004: Catering Comeback, Regie: Gregor Buchkremer
- 2006: Aus der Haut, Regie: Donald Houwer
- 2013: Shadows in the Distance, Regie: Orlando Bosch

### Fernsehen
- 1996: Alphateam – Die Lebensretter im OP – Amok
- 1996: Joyeux anniversaire, Regie: Daniel Byun
- 1996: Parlez-moi d’amour, Regie: Frédérique Ribis
- 1997: Schwurgericht - Nur eine Hure, SAT.1, Regie: Rainer Wolffhardt
- 1998: First Love, Regie: Michel Bilawa
- 2000–2007: Alles Atze, RTL, Regie: Ulli Baumann
- 2000: Für alle Fälle Stefanie - Das maß ist voll, SAT.1, Regie: Michael Werlin
- 2000: Die Motorrad-Cops – Hart am Limit – Ein schlechter Tag, RTL, Regie: Dirk Regel
- 2000: Der letzte Zeuge, ZDF, Regie: Bernhard Stephan
- 2002: Abschnitt 40, RTL, Regie: Andreas Senn
- 2003: Ein Vater namens Gauner, Regie: Stephan Luschky
- 2004: Unter Brüdern, RTL, Regie: Stephan Luschky
- 2004: Tatort: Sechs zum Essen, ARD, Regie: Filippos Tsitos
- 2004–2005: Bewegte Männer, SAT.1 Serie, Regie: Michael Zens
- 2007: GSG 9 – Ihr Einsatz ist ihr Leben, SAT.1, Regie: Hans-Günther Bücking
- 2008: Wenn wir uns begegnen, Regie: Sigi Rothemund
- 2009: Unter anderen Umständen – Auf Liebe und Tod, ZDF-Serie, Regie: Judith Kennel
- 2012: SOKO Leipzig – Wohlfühl GmbH, ZDF, Regie: Robert Pejo
- 2014: Paare – Liebe dauert 3 Jahre, ARTE, Regie: Johann Buchholz
- 2015: Tatort – Borowski und die Rückkehr des stillen Gastes, ARD, Regie: Claudia Garde
- 2015: Paare (Kurzfilmreihe), ARTE
- 2017–2018: Gute Zeiten, schlechte Zeiten, RTL, Regie: Boris Keidies
- 2023: SOKO Leipzig – Das Leben ist kein Ponyhof, Regie: Franziska Jahn

### Theater (Auswahl)
- 2007 – 2008: Peer Gynt, Berliner Ensemble, Regie: Peter Zadek
- 2004: SINGING - Immateriell arbeiten, Sophiensäle Berlin, Regie: Ulrich Rasche
- 2000: Piano ma non troppo, Theaterfestival Avignon, Regie: Alain Igonet
- 1996: Der Tropenbaum, Theatre Renard Paris, Regie: Manuel Begos